# 埃爾瓜西莫 (洛斯桑托斯區)
埃爾瓜西莫（西班牙語：El Guásimo），是巴拿馬的城鎮，位於該國中南部，由洛斯桑托斯省的洛斯桑托斯區負責管轄，面積30.8平方公里，海拔高度309米，2010年人口610，人口密度每平方公里19.8人。